# Coelapatetor pictiscutus
Coelapatetor pictiscutus là một loài tò vò trong họ Ichneumonidae.